# 鄒嘉生
鄒嘉生（？—？），字元毓，别號静長，直隸常州府武進縣民籍。

## 生平
萬曆四十三年（1615年）乙卯科應天鄉試舉人，四十四年（1616年）丙辰科二甲四十一名進士，刑部觀政，四十六年六月授户部福建司主事，天啓二年（1622年）由户部郎中出知陕西西安府，德泽旁洽，比岁有登。甲子夏雨少愆期，嘉生斋祷甫一日，雨沽足，民感而异之。以举卓异，天启四年升陕西提学副使，五年二月改督学江西，本年患病辞官。崇禎元年十一月起補浙江按察司副使，分巡宁绍道，三年三月改本省提学副使，四年升陕西參政，五年升山西按察使，七年拾遺去職。

## 家族
曾祖鄒庚。祖父鄒大化。父鄒之荣。